# Salvador Miranda
Salvador Miranda, né le 18 octobre 1939 à La Havane et mort le 1er juin 2024 à Miami Beach, est un bibliographe, bibliothécaire et historien de l'Église américain.

## Biographie
Miranda est né le 18 octobre 1939 à La Havane, Cuba. En 1958, il est diplômé du Colegio de Belén (es) de La Havane, dirigé par les Jésuites, après quoi il suit des cours de droit à l'université de La Havane. Après la Révolution cubaine en 1963, il s'installe à Porto Rico pour étudier les sciences humaines à l'université de Porto Rico. En tant que jeune exilé cubain, il fait partie du corps expéditionnaire cubano-américain lors de l'invasion ratée de la baie des Cochons. Il reprend ensuite ses études et obtenu une licence en histoire et en philosophie à l'université de Porto Rico, un M.A. en histoire de l'Europe moderne en 1974 à la Villanova University et un M.S. en bibliothéconomie et sciences de l'information en 1976 à la Villanova University. Après avoir obtenu son diplôme à Florida State, il accepte un poste de bibliographe pour l'Amérique latine et les Caraïbes aux bibliothèques de l'université de Floride à Gainesville. En 1986, il est directeur adjoint pour la gestion des collections aux bibliothèques de l'université internationale de Floride à Miami. Le 30 juin 2001, il prend sa retraite.
Le titre de sa thèse de maîtrise en histoire de 319 pages est The Sacred College of Cardinals in the Twentieth Century (1903-1973): Developments, Documents and Biographies [Le Sacré Collège des Cardinaux au vingtième siècle (1903-1973) : développements, documents et biographies] qu'il a élargi pour inclure les cardinaux précédents et qu'il a ensuite numérisé, le rendant disponible comme ressource en ligne. En reconnaissance de ses recherches, Cipriano Calderón Polo (en), directeur fondateur de l'édition espagnole du journal du Vatican, L'Osservatore Romano et vice-président de la Commission pontificale pour l'Amérique latine, avec qui il a correspondu pendant des années sur l'histoire de l'épiscopat, l'a invité à faire une présentation lors de la première réunion continentale des évêques d'Amérique latine en 1999,.
Ses recherches et son expertise ont été utilisées comme ressources par diverses publications, notamment The New York Times, La Stampa et The Wall Street Journal.
Le 28 juin 2023, Miranda a publié sur la page principale de The Cardinals of the Holy Roman Church qu'il avait été hospitalisé pour des problèmes cardiaques. Il est décédé le 1er juin 2024, à l'âge de 84 ans.